# Orm Noorlein
Orm Noorlein, gebürtig Orm Jungholz (* 26. Novemberjul. / 9. Dezember 1917greg.; † 1942), war ein estnischer Fußballspieler. Sein Vater Karl Jungholz (1878–1925) war Regisseur und Schauspieler. In den 1930er Jahren estnisierte er seinen Namen.

## Karriere
Orm Noorlein spielte in der Saison 1937/38 für den JS Estonia Tallinn. Am Ende der Spielzeit gewann er mit dem Verein die Estnische Fußballmeisterschaft.

## Erfolge
JS Estonia Tallinn
- Estnischer Meister: 1938